# حرب رجل آخر
حرب رجل آخر هو كتاب صدر عام 2009 كتبه سام تشايلدرز عن حياته كسائق دراجة نارية سابق في عصابة أصبح واعظًا ومدافعًا عن الأيتام في جنوب السودان. 
كان الكتاب أساسًا فيلم أسلحة الواعظ وهو فيلم درامي مغامرات عن السيرة الذاتية لعام 2011 من بطولة جيرارد بتلر. 
يحظى الكتاب بتأييد رئيس جنوب السودان سلفا كير ميارديت، "لقد كان القس سام تشايلدرز صديقًا مقربًا جدًا لحكومة جنوب السودان لسنوات عديدة وهو صديق موثوق به". 

## الروابط الخارجية
- جودريدز